# Bottoxanthodes
Bottoxanthodes is een geslacht van kreeftachtigen uit de klasse van de Malacostraca (hogere kreeftachtigen).

## Soort
- Bottoxanthodes insculptus (Stimpson, 1871)